# Dieter Fricke
Dieter Fricke (né le 21 juin 1927 à Francfort-sur-l'Oder) est un historien allemand. En RDA, il a créé à partir de 1962 un « groupe de travail sur l'histoire des partis bourgeois » à l'université  d'Iéna, qui développe une position particulière incontestée au sein de la recherche historique de la RDA. En tant que chef du collectif éditorial et auteur de la plupart des articles individuels, il est responsable des principales publications du groupe de travail, le Handbuch der Geschichte der bürgerlichen Parteien und anderer bürgerlicher Interessenorganisationen vom Vormärz bis zum Jahre 1945 (1983-1986). Malgré leur orientation marxiste-léniniste, ces travaux sont également reconnus par les historiens occidentaux comme des réalisations académiques importantes. Le manuel en deux volumes de Fricke Handbuch zur Geschichte der deutschen Arbeiterbewegungen (1987) est également considéré comme un ouvrage standard. Fricke est également actif dans la politique universitaire. Il influence considérablement influencé la 3e réforme de l'enseignement supérieur de la RDA (1965-1971), dans laquelle la FSU Iéna sert d'« université d'exemple ».

## Biographie
Fricke est enrôlé dans la Wehrmacht depuis le lycée en novembre 1944 et participe à la Seconde Guerre mondiale. À partir de 1944, il est également inscrit sur la liste des membres du NSDAP (numéro de membre 10.100.015). En mai 1945, il est fait prisonnier par les Français, d'où il retourne dans la zone d'occupation soviétique en novembre 1946. En 1947, il obtient son diplôme d'études secondaires et rejoint le SED. Il suit une formation correspondante et travaille comme nouvel enseignant jusqu'en 1949. Puis il commence à étudier l'histoire et l'éducation à l'Université d'éducation de Potsdam (de), dont il obtient l'examen d'État en 1953.
De 1952 à 1957, Fricke dirige le département « Apprentissage à distance » pour les historiens au PH Potsdam et à l'Université Humboldt de Berlin. En 1953/54, il a un stage scientifique programmé à l'Université Humboldt. En septembre 1954, il fait son doctorat sous la direction de Karl Obermann sur la grève des mineurs de la Ruhr de 1905. Jusqu'en 1957, il travaille comme assistant scientifique principal et conférencier.
Après le départ de Fritz Klein (de) comme rédacteur en chef, Fricke devient rédacteur en chef de la Zeitschrift für Geschichtswwissenschaft (ZfG) en 1957. Il obtient son habilitation en mai 1960 sur Berliner politische Polizei im Kampf gegen die deutsche Arbeiterbewegung (1878–1890) et est nommé en septembre 1960, succédant à Max Steinmetz (de), professeur chargé de cours d'histoire allemande des temps modernes et contemporains à l'université d'Iéna. À cette époque, il est officiellement l'un des « jeunes cadres les plus capables et les plus clairs » de l'histoire de la RDA. Après sa nomination à Iéna, Fricke remet sa charge de rédacteur en chef du ZfG à Rolf Rudolph (de) en 1961 et passe au comité de rédaction, auquel il appartient jusqu'en 1990.
En septembre 1962, Fricke devient professeur titulaire d'histoire allemande à l'époque moderne et récente à l'Université Friedrich Schiller d'Iéna (FSU Iéna). En 1966, sa chaire est également consacrée à l'histoire du mouvement ouvrier. De 1960 à 1970, Fricke est également directeur de l'Institut historique de la FSU Jena. De 1966 à 1968, il est également doyen de la faculté de philosophie. Il est considéré comme un conférencier idéologiquement formé et un représentant énergique du marxisme-léninisme. Il joue un rôle décisif dans l'élaboration de la 3e réforme universitaire de la RDA, par laquelle la faculté est dissoute en 1968, en assistant à la 4e Conférence universitaire en février 1967 et en participant au 7e congrès du parti SED, où les décisions pertinentes sont prises. En 1973, il est professeur invité en URSS.
Son collègue d'Iéna, Peter Schäfer (de), décrit Fricke dans ses mémoires comme « absolument fidèle à la ligne ». Fricke n'a « toléré aucun écart par rapport à la pure doctrine ou à la sagesse du parti » et « même à l'ère Gorbatchev de glasnost et de perestroïka jusqu'au bout, il a défendu le parcours rigide d'Erich Honecker et de Kurt Hager ». L'activité de Fricke à Iéna prend fin quelques mois après la réunification politique et la révolution pacifique en RDA.

## Travaux
Fricke appartient à une nouvelle génération d'historiens marxistes qui ont reçu leur formation universitaire en RDA. Il publie des présentations générales sur l'histoire du mouvement ouvrier, qui sont publiées en 1987 dans le Handbuch zur Geschichte der deutschen Arbeiterbewegungen et est un contributeur central à Geschichte der deutschen Arbeiterbewegung, où il dirige le groupe de travail pour la période allant de l'impérialisme à la Révolution d'Octobre. Pour cela, il reçoit le Prix national de la RDA de 1re classe [collectif] en 1966. En 1963, il a déjà reçu l'Ordre du mérite patriotique en bronze. Alors que Walter Ulbricht apprécie le travail de Fricke, Fricke est craint parmi ses collègues en raison de ses critiques pointues.
À Iéna, Fricke devient un leader. Il poursuit la politique du personnel et met à profit sa créativité pour créer un groupe de travail académique sur l'histoire du parti qui existe de 1962 à 1990. 1961, il a déjà fait en sorte que Iéna devienne le "principal institut de recherche sur l'histoire des partis bourgeois". Il justifie politiquement la création du groupe de travail en affirmant qu'une recherche réussie sur l'histoire du mouvement ouvrier passe également par une recherche sur ses opposants. À cet égard, Fricke comprend la recherche des organisations civiles comme une « recherche sur les opposants », qui vise en même temps une discussion avec des historiens ouest-allemands qui sont également compris comme « des opposants ». Scientifiquement, Fricke se base sur le concept de parti de Vladimir Ilitch Lénine, selon lequel les partis peuvent être retracés jusqu'à la classe. Il rejette les définitions des autres partis. Il qualifie le système multipartite de la République fédérale d'Allemagne de farce et la loi des partis de codification d'une « dictature ouvertement militaro-fasciste en Allemagne de l'Ouest ».
Le manuel en plusieurs volumes Handbuch zur Parteiengeschichte (1968, 1970), sur lequel travaillent au total une soixantaine d'auteurs, devient néanmoins un ouvrage de référence en raison de sa clarté et de sa richesse factuelle, qui trouve également sa reconnaissance dans les études historiques ouest-allemandes. La recherche sur les partis en RDA, comme le déclare Gerhard A. Ritter (de) en 1973, a promu la recherche historique sur les partis en Allemagne. La critique que Ritter exerce également sur les déficits socio-historiques des premiers volumes est prise en compte dans des travaux ultérieurs sur le Lexikon der Parteiengeschichte, sans que l'on puisse pour autant se rattacher aux nouvelles approches de l'histoire sociale, mentale et culturelle de la recherche sur les partis politiques en Occident.
Au milieu des années 1970, Fricke forme également à Iéna le Forschungsgemeinschaft „Geschichte der nichtproletarischen demokratischen Kräfte in Deutschland », qui est censé contrer l'histoire des forces démocratiques en dehors du mouvement ouvrier d'une manière plus différenciée et positive. En 1981, l'anthologie Deutsche Demokraten est publiée.
Le Lexikon zur Parteiengeschichte, qui est clairement différencié et politiquement et idéologiquement plus prudent que le Handbuch, paraît à partir de 1983 sous la forme d'une édition sous licence de Pahl-Rugenstein Verlag (de) en République fédérale d'Allemagne, où il est également reconnu comme un ouvrage de référence pour lequel il n'y a pas d'homologue ouest-allemand.
Dieter Fricke et Manfred Weißbecker (de) admettent tous deux des lacunes dans leur projet de recherche après 1990, mais n'abordent pas le fait que dans la section des études historiques, des thèses déviantes des employés peuvent bloquer leur carrière scientifique. Fricke laisse donc échouer le processus d'habilitation de Hans Herz.
La personnalité et les performances académiques de Fricke sont jugées différemment. Alors que le politologue de Marbourg Georg Fülberth (de) regrette que les réalisations scientifiques de Fricke ne sont pas suffisamment appréciées au vu de sa carrière en RDA après la fin de la RDA, Lutz Niethammer rapporte que les employés de Fricke « détestaient » leur patron. Fricke a exploité son équipe pour des œuvres qui auraient pu être vues et apparaissant comme un effort collectif exemplaire sans être elles-mêmes un modèle. Il a été chassé par ses propres employés lors de la Wende, alors que les historiens ouest-allemands l'auraient noté plutôt positivement. Peter Schäfer (de), l'un des employés de Fricke, se souvient quant à lui qu'il était capable de concevoir l'enseignement et la recherche selon ses propres idées et que Fricke lui laissait beaucoup de latitude. Fricke l'a laissé "travailler généralement en paix". Hans-Werner Hahn et Tobias Kaiser apprécient que le groupe de travail ait dû sa création et son succès en grande partie aux compétences administratives et scientifiques de Fricke.

## Prix
- Prix national de la RDA, 1re classe pour la science et la technologie (1966)

## Publications (sélection)

### Monographies
- Der Ruhrbergarbeiterstreik von 1905. 1. Auflage. Rütten & Loening, Berlin, Berlin 1955.
- Bismarcks Prätorianer. Die Berliner politische Polizei im Kampf gegen die deutsche Arbeiterbewegung (1871–1898). Rütten & Loening, Berlin 1962.
- Zur Organisation und Tätigkeit der deutschen Arbeiterbewegung (1890–1914): Dokumente und Materialien. Verlag Enzyklopädie, Leipzig 1962.
- Die deutsche Arbeiterbewegung 1869–1890. Ihre Organisation und Tätigkeit. Verlag Enzyklopädie, Leipzig 1964.
- Julius Schaxel (de) (1887–1943): Leben und Kampf eines marxistischen deutschen Naturwissenschaftlers und Hochschullehrers. Urania-Verlag, Jena FSU 1964.
- Student und Nation. Friedrich-Schiller-Univ. Jena 1966.
- Die deutsche Arbeiterbewegung 1869 bis 1914. Ein Handbuch über ihre Organisation und Tätigkeit im Klassenkampf. Dietz Verlag, Berlin 1976 (Lizenzausgabe: Das Europäische Buch, Berlin 1976  (ISBN 3920303644).
- „… und ausgelacht obendrein!“. Heiteres und Ernstes aus dem Kampf der deutschen Arbeiterklasse gegen das Sozialistengesetz 1878-1890. Dietz Verlag, Berlin 1978.
- Kleine Geschichte des Ersten Mai. Die Maifeier in der deutschen und internationalen Arbeiterbewegung. Dietz Verlag, Berlin 1980.
- Handbuch zur Geschichte der deutschen Arbeiterbewegung 1869–1917. In zwei Bänden. Dietz, Berlin 1987  (ISBN 3-320-00847-1).

### Essais
- Der Reichsverband gegen die Sozialdemokratie von seiner Gründung bis zu den Reichstagswahlen von 1907. In: Zeitschrift für Geschichtswissenschaft 7, Nr. 2 (1959), S. 237–280.
- Die bürgerlichen Parteien und die Lebensfragen der deutschen Nation. Zur Erforschung und Darstellung der Geschichte der bürgerlichen Parteien in Deutschland. In: Zeitschrift für Geschichtswissenschaft 11, Nr. 1 (1963), S. 29–77.
- Probleme der Organisation und Leitung eines Forschungskollektivs. In: Zeitschrift für Geschichtswissenschaft 13 (1965), S. 957–972.
- Methodologische Probleme der Erforschung und Darstellung der Geschichte der bürgerlichen Parteien und anderen bürgerlicher Interessenorganisationen in Deutschland. In: Wissenschaftliche Zeitschrift der Friedrich-Schiller-Universität Jena (Gesellschafts- und sprachwissenschaftliche Reihe) 14 (1965), S. 177–190.
- Die Bedeutung Lenins für die Erforschung der nichtproletarischen demokratischen, antimilitaristischen und antiimperialistischen Kräfte in Deutschland von der Mitte des 19. Jahrhunderts bis 1945. In: Jenaer Beiträge zur Parteiengeschichte 26–27 (1970), 3–42.
- Zu einigen Fragen des Wechselverhältnisses von Partei und Klasse in der deutschen Arbeiterbewegung vor dem ersten Weltkrieg. In: Wissenschaftliche Zeitschrift der Friedrich-Schiller-Universität Jena (Gesellschafts- und sprachwissenschaftliche Reihe) 23 (1974), S. 753–769.
- Methodologische Probleme der Erforschung des Kampfes der bürgerlichen Parteien um Einfluß unter den werktätigen Massen. In: Jenaer Beiträge zur Parteiengeschichte 39 (1976), S. 1–54.
- Über das komische und den Humor in der Geschichte. Betrachtungen zu einem sowohl ernsten als auch heiteren Thema. In: Politik und Gesellschaft im alten Österreich. Festschrift für Rudolf Neck (de) zum 60. Geburtstag. Band 2. Verlag für Geschichte und Politik, Wien 1981  (ISBN 3-7028-0189-8), S. 315–326.
- Die politische Organisation der bürgerlichen Gesellschaft in Deutschland von 1789 bis zur Gegenwart in der BRD. Aufgaben und Probleme ihrer historischen Erforschung. In: Jenaer Beiträge zur Parteiengeschichte 49 (1988), S. 14–50.
- Die Entwicklung und Ausbreitung der Parteiorganisation der deutschen Sozialdemokratie 1875–1914. Probleme ihrer weiteren Erforschung und Darstellung. In: Gerhard A Ritter u. Elisabeth Müller-Luckner (Hrsg.): Der Aufstieg der deutschen Arbeiterbewegung. Sozialdemokratie und Freie Gewerkschaften im Parteiensystem und Sozialmilieu des Kaiserreiches. Oldenbourg, München 1990, S. 145–160.
- Der „Deutschbund“. In: Uwe Puschner, Walter Schmitz, Justus H. Ulbricht (Hrsg.): Handbuch zur „Völkischen Bewegung“ 1871–1918. Saur, München 1996, S. 328–340.
- Die Übersichten der Berliner politischen Polizei über die Lage der sozialdemokratischen und anarchistischen Bewegung 1878 bis 1913. Zum Abschluß ihrer Veröffentlichung. In: Eva Schöck-Quinteros, Hans Kloft, Franklin Kopitzsch und Hans-Josef Steinberg (Hrsg.): Bürgerliche Gesellschaft – Idee und Wirklichkeit. Festschrift für Manfred Hahn. trafo, Berlin 2004, S. 133–142.
- Parteiengeschichte an der Universität Jena: Erste Versuche einer nicht nur auf die Forschung bezogenen Bilanz. In: Beiträge zur Geschichte der Arbeiterbewegung 49 (2007), S. 5–18.
- Soziale Observatorien – Das erste deutsche Arbeitersekretariat in Nürnberg (1894–1904). In: Beiträge zur Geschichte der Arbeiterbewegung 50 (2008), S. 3–48.

### Éditions
- (als Leiter) et al.: Die bürgerlichen Parteien in Deutschland. Handbuch der Geschichte der bürgerlichen Parteien und anderer bürgerlicher Interessenorganisationen vom Vormärz bis zum Jahre 1945 ; in 2 Bänden. Verl. Enzyklopädie, Leipzig 1968, 1970.
- Dokumente zur deutschen Geschichte 1910–1914. Deutscher Verlag der Wissenschaften, Berlin 1976.
- Deutsche Demokraten. Die nichtproletarischen demokratischen Kräfte in Deutschland 1830 bis 1945. Pahl-Rugenstein, Köln 1981  (ISBN 3760905900).
- (als Leiter) et al.: Lexikon zur Parteiengeschichte. Die bürgerlichen und kleinbürgerlichen Parteien und Verbände in Deutschland (1789–1945) : in vier Bänden. 1. Auflage. Bibliograph. Institut, Leipzig 1983–1986.